# Mathias Normann
Mathias Antonsen Normann (Svolvær, 28 mei 1996) is een Noors voetballer die doorgaans als middenvelder speelt. Hij verruilde FK Rostov in augustus 2023 voor Al-Raed. Normann speelde tussen 2019 en 2022 twaalf keer in het Noors voetbalelftal.

## Spelerscarrière
Normann werd geboren in Svolvær, op de eilandengroep de Lofoten. Hij speelde in 2012 voor FK Lofoten. In 2013 transfereerde hij naar FK Bodø/Glimt, de grootste club uit Noord-Noorwegen. In 2015 werd Normann kortstondig verhuurd aan Alta IF. Normann tekende in 2017 een contract bij Brighton & Hove Albion uit de Engelse Premier League, dat €1.400.000,- voor hem betaalde aan Bodø/Glimt. Hij werd direct verhuurd aan Molde FK om ervaring op te doen. Hij speelde bij Brighton in anderhalf seizoen enkel wedstrijden in de League Cup. Op 28 januari 2019 werd Normann voor €1.700.000,- verkocht aan FK Rostov, uitkomend in de Premjer-Liga. Na anderhalf jaar werd hij verhuurd aan Norwich City, uitkomend in de Premier League. Op 16 augustus 2022 zou Normann zich aansluiten bij het Italiaanse US Lecce, maar de Italiaanse club kreeg de papieren niet rond. In september 2022 verhuurde Rostov Normann aan FC Dinamo Moskou. In augustus 2023 vertrok hij naar het Saoedische Al-Raed.

## Interlandcarrière
Normann debuteerde op 5 september 2019 voor het Noors voetbalelftal in een met 2–0 gewonnen EK-kwalificatieduel in Oslo tegen Malta. Hij viel in de 76ste minuut in voor Stefan Johansen. Een andere debutant in dat duel was Erling Braut Håland. Normann maakte zijn eerste interlanddoelpunt op 8 oktober 2020 in de beslissende EK play-off tegen Servië. Hij maakte daarmee het openingsdoelpunt van Sergej Milinković-Savić ongedaan en dwong een verlenging af. Daarin scoorden de bezoekers via Milinković-Savić nogmaals en ging Servië ten koste van Noorwegen naar de finale van de play-offs.
Nadat Normann in september 2022 tekende bij Dinamo Moskou, zeven maanden na de Russische invasie van Oekraïne, verklaarde de Noorse voetbalbond dat Normann in de toekomst niet meer opgeroepen zal worden voor het Noors elftal.
| Interlanddoelpunten van Mathias Normann voor Noorwegen | Interlanddoelpunten van Mathias Normann voor Noorwegen | Interlanddoelpunten van Mathias Normann voor Noorwegen | Interlanddoelpunten van Mathias Normann voor Noorwegen | Interlanddoelpunten van Mathias Normann voor Noorwegen |
| №                                                      | Datum                                                  | Wedstrijd                                              | Uitslag                                                | Competitie                                             |
| ------------------------------------------------------ | ------------------------------------------------------ | ------------------------------------------------------ | ------------------------------------------------------ | ------------------------------------------------------ |
| 1                                                      | 8 oktober 2020                                         | Noorwegen – Servië                                     | 1 – 2                                                  | EK-kwalificatie play-off                               |